# 上武鉄道
上武鉄道（じょうぶてつどう）は、埼玉県児玉郡神川町の丹荘駅と西武化学前駅の間を結ぶ鉄道路線（日丹線）を運営していた鉄道事業者である。1986年（昭和61年）に鉄道路線を廃止し、以後も群馬県高崎市倉賀野に本拠を置く通運会社として存続していたが、1998年（平成10年）に解散公告を行い事業を停止している。

## 歴史
もとは、太平洋戦争中の1942年（昭和17年）に、日本ニッケル株式会社が群馬県多野郡にあった多野鉱山、ニッケル精錬所と神流川を隔てた埼玉県児玉郡にあった若泉製鋼所の専用鉄道として敷設した鉄道である。戦後、軍需物資の輸送に頼っていた鉄道の維持が困難になっていたことと、沿線自治体の要望により1947年（昭和22年）5月に地方鉄道に転換し、旅客営業を開始したもので、運営は日本ニッケル鉄道部（通称日本ニッケル鉄道と呼ばれた）が行った。1960年（昭和35年）に日本ニッケルの鉄鋼部が朝日化学肥料に譲渡され、西武化学工業（現・朝日工業）が発足したことにともない、日本ニッケルの一組織であった鉄道部が独立し、1962年（昭和37年）に上武鉄道となった。
1943年（昭和18年）11月には、軍需物資であるクロム鉱石などの輸送を目的とし、終点付近から分岐して、若泉村渡瀬（わたるせ）にいたる2.3kmの延長計画が立てられたものの、資材の調達ができず、翌年断念された。戦後は、地方鉄道転換とともに延長を申請し、1946年9月に免許が下付されたが、今回も資金の目途が立たず、1966年（昭和41年）に免許は失効した。
地方鉄道転換後は、途中に停留所（駅）が増設されたが、1日の利用客は10人を割り込む状況で、実態は専用鉄道同然であった。1972年（昭和47年）12月いっぱいで旅客営業を廃止し、貨物専業となったが、沿線住民からは特に反対はなかったという。その後、貨物輸送は積替えの必要のないトラック輸送に切り替わり、1986年12月に廃止された。
1980年代の上武鉄道では日本国有鉄道（国鉄）で廃車となった大量の車両の解体が行われていた。貨車はいうに及ばず旅客車までが西武化学前駅に送り込まれ、次々と解体されていった。西武化学工業では日本ニッケル時代からスクラップの再生製鉄を行っており、そのノウハウを活かした副業が国鉄末期の需要とマッチしたものと推測される。
廃線跡は大部分が遊歩道（丹荘駅よりの数キロはセンターラインのある車道）になっており、神川中学校前と寄島駅のプラットホームが保存されている。丹荘駅跡は神川町が借り上げ、町の花である秋桜畑にしていたが、2004年（平成16年）4月頃に宅地分譲されるために、残っていたホーム跡と一緒に更地にされ当時の面影は残っていない。
地元では「日丹線」「ニッケル線」の愛称で呼ばれていた。

### 年表
- 1941年（昭和16年）7月16日 専用鉄道敷設許可[6]
  - 10月15日 敷設工事着工
- 1942年（昭和17年）6月30日 日本ニッケルの専用鉄道として開通
- 1946年（昭和21年）3月15日 地方鉄道転換申請
  - 9月25日 地方鉄道転換認可
- 1947年（昭和22年）5月1日 地方鉄道に転換し、旅客営業開始[7]。青柳駅、寄島駅、若泉駅（後の西武化学前駅）設置
- 1962年（昭和37年）1月1日 上武鉄道に改称
- 1966年（昭和41年） 神川中学校前駅設置
- 1973年（昭和48年）1月1日 旅客営業廃止。貨物専業鉄道となる。同時に神川中学校前駅、青柳駅、寄島駅廃止
- 1986年（昭和61年）
  - 10月31日 日本国有鉄道との連絡運輸を打ち切り[3]
  - 12月31日 全線廃止[3]

## 路線データ
- 区間（営業キロ）：丹荘 - 西武化学前 6.1km
- 駅数：5（起点駅を含む。旅客営業廃止時）
- 複線区間：なし（全線単線）
- 電化区間：なし（全線非電化）

### 運行形態
1963年のダイヤでは、定期列車4往復、不定期列車5往復が設定されていたが、実質的には定期列車4往復のみの運行であった。主に混合列車で運転され、貨車の後に木製の2軸客車1両を連結してディーゼル機関車が牽引する形態であった。終点の西武化学前駅では、直前で列車を停止して最後尾の客車に連結手が乗り込み、再発車後、客車は走行中に解放され、機関車と貨車が側線に入った後、タイミングを計ってポイントを切り替え、客車だけがホームに進入するという運転を行っていた。また、駅でなくても線路際で手を上げれば、列車を止めて乗車できた。末期のダイヤは1日1往復で、丹荘 - 西武化学前間の運転時分は24分であった。

### 駅一覧
（旅客営業廃止時）
丹荘駅 - 神川中学校前駅 - 青柳駅 - 寄島駅 - 西武化学前駅
丹荘駅には、数本の側線をはさんで専用の単式ホームがあり、国鉄線と線路が連絡していた。中間の停留場は、すべて1面1線の棒線駅で、ホームは客車1両分の長さしかなかった。終点の西武化学前駅は、西武化学工業若泉工場の敷地内にあり、自転車置き場や構内通路と一体となった旅客ホームがあった。同駅構内には車両基地があり、機関車や客車が留置されていた。

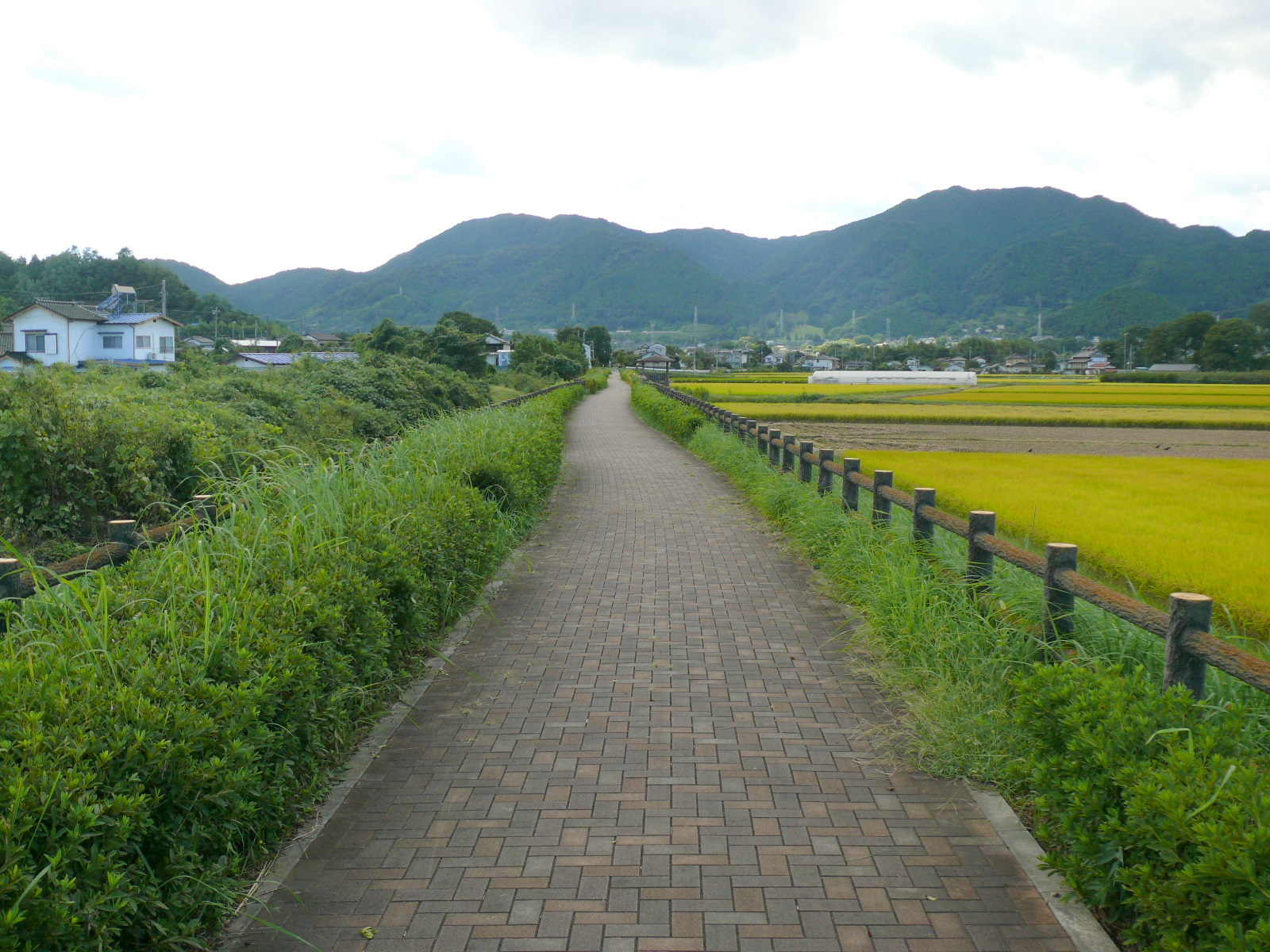
廃線跡の遊歩道。埼玉県神川町新里付近。 （2010年9月25日）
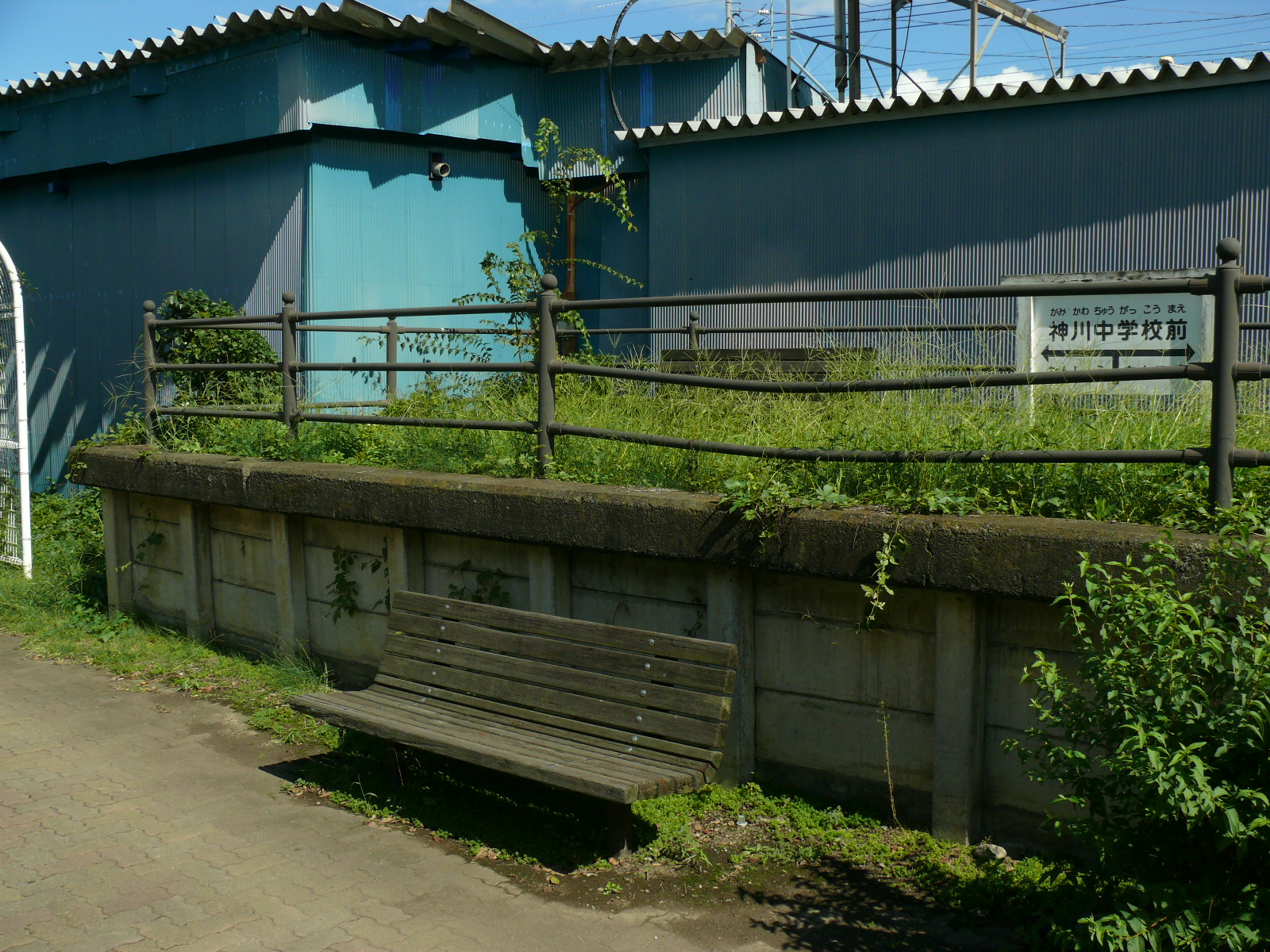
プラットホームが保存されている神川中学校前駅。 （2010年9月25日）
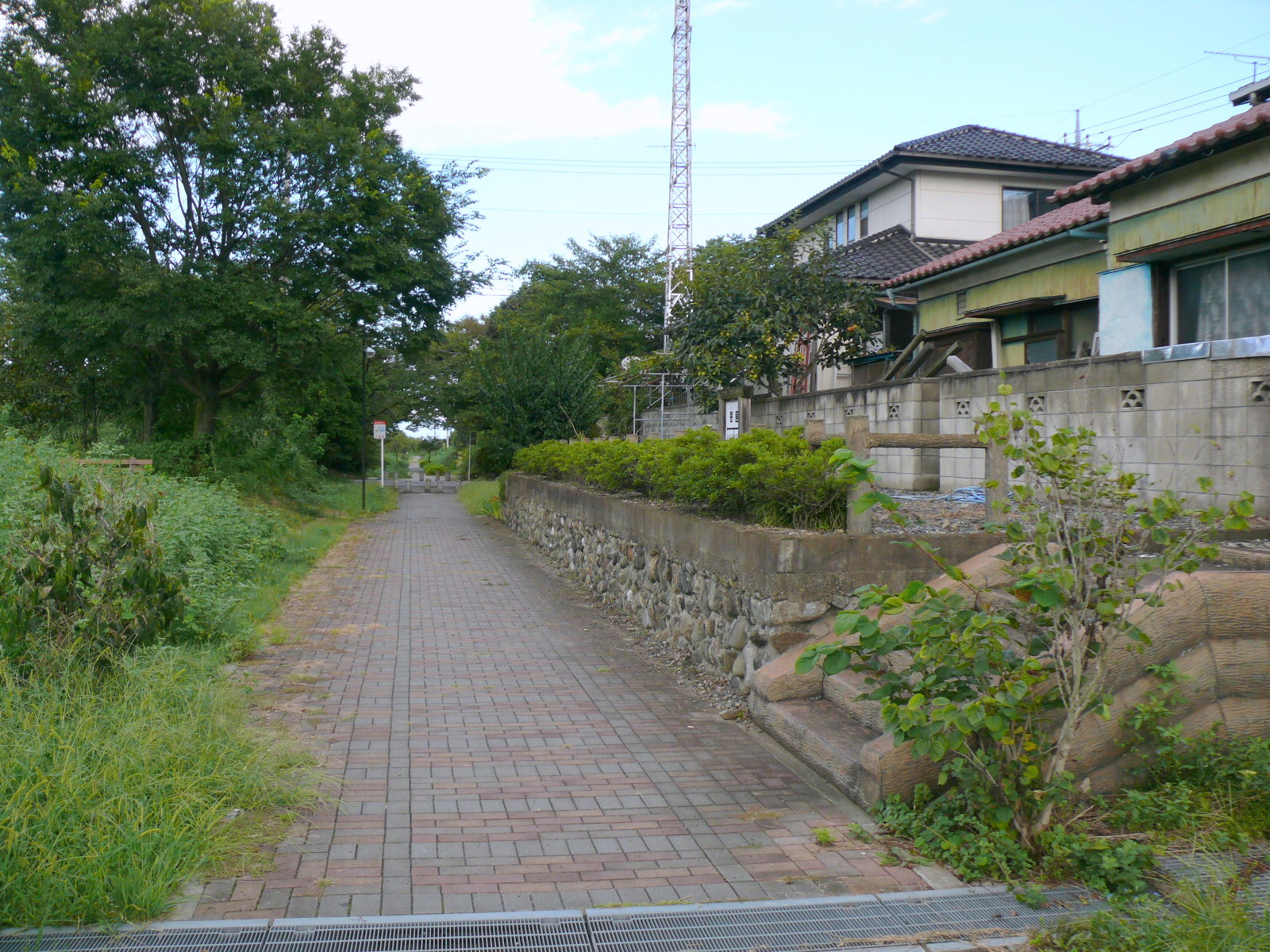
廃線跡の遊歩道と寄島駅のプラットホーム（右側）。 （2010年9月25日）
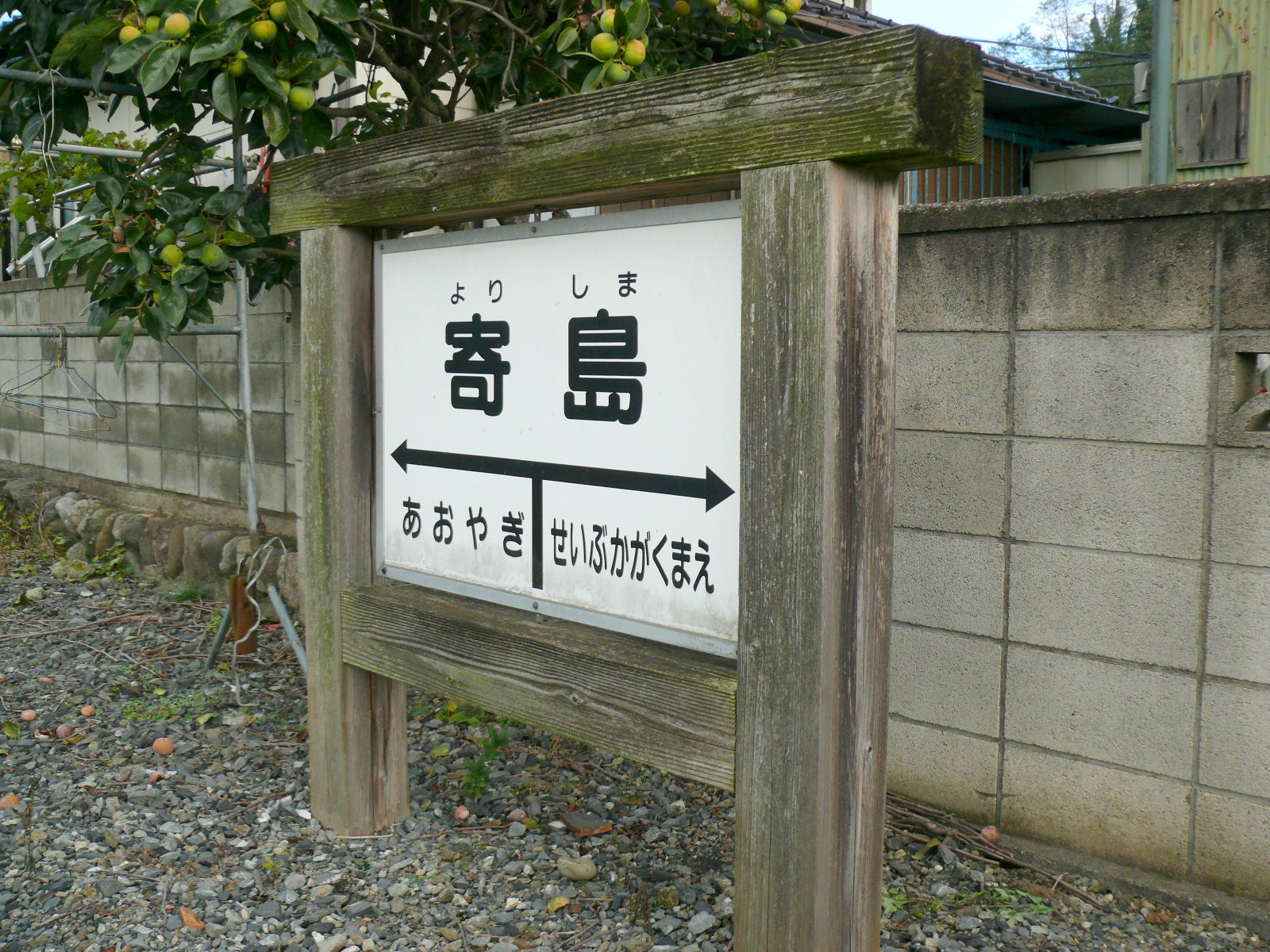
寄島駅の駅名標を模した看板。 （2010年9月25日）

### 接続路線
- 丹荘駅：日本国有鉄道 八高線

## 輸送実績
| 年度 | 旅客輸送人員（千人） | 貨物量（トン） |
| ---- | -------------------- | -------------- |
| 1949 | 72                   | 25,723         |
| 1952 | 21                   | 24,910         |
| 1958 | 6                    | 117,330        |
| 1963 | 2                    | 176,897        |
| 1966 | 42                   | 151,956        |
| 1970 | 2                    | 125,880        |
| 1979 | -                    | 66,013         |
| 1985 | -                    | 11,954         |

- 地方鉄道軌道統計年報1952年、私鉄統計年報各年版、民鉄主要統計『年鑑世界の鉄道』1983年『年鑑日本の鉄道』1988年

## 車両

### 蒸気機関車

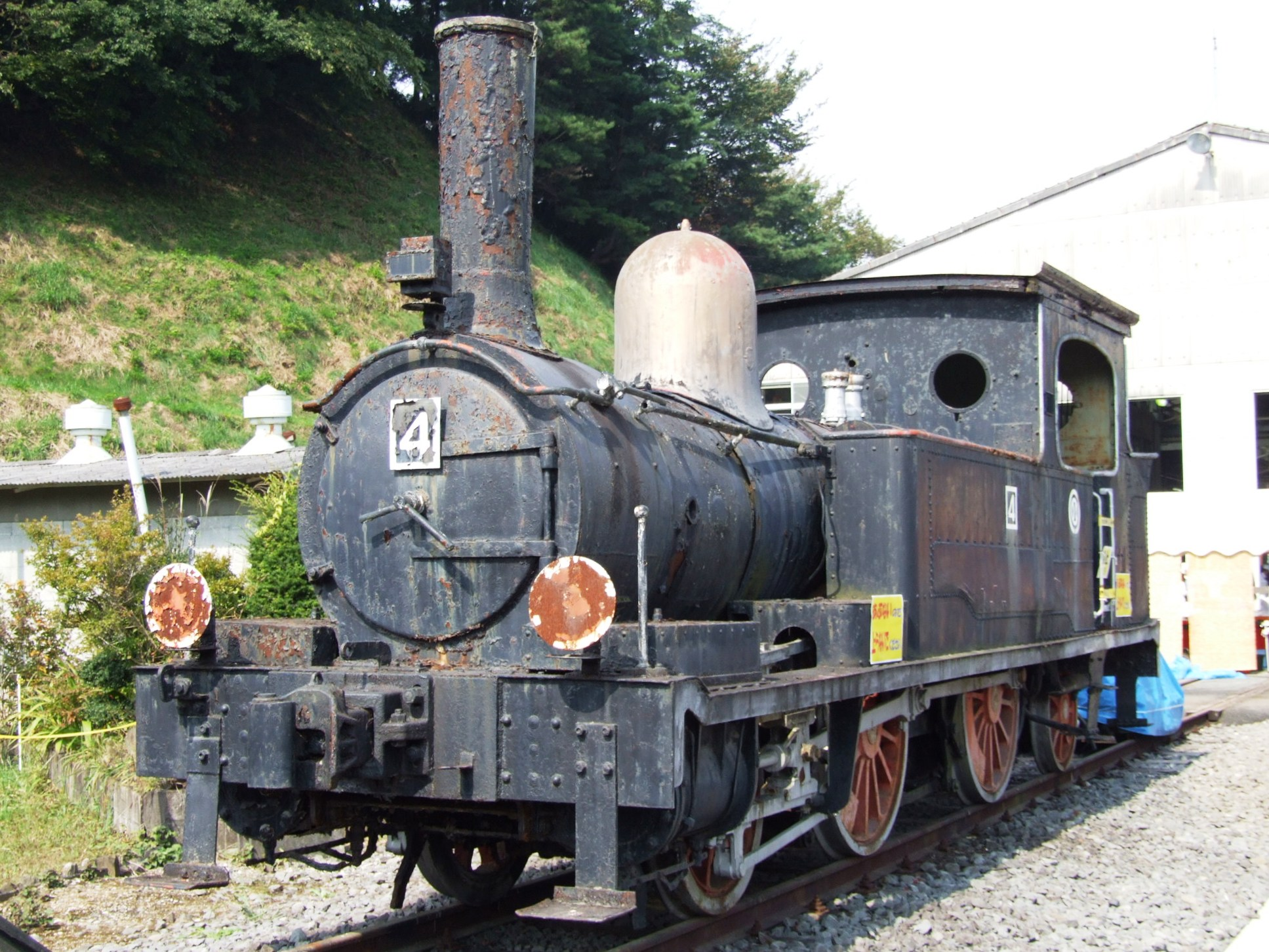
4号蒸気機関車（西武鉄道横瀬車両基地

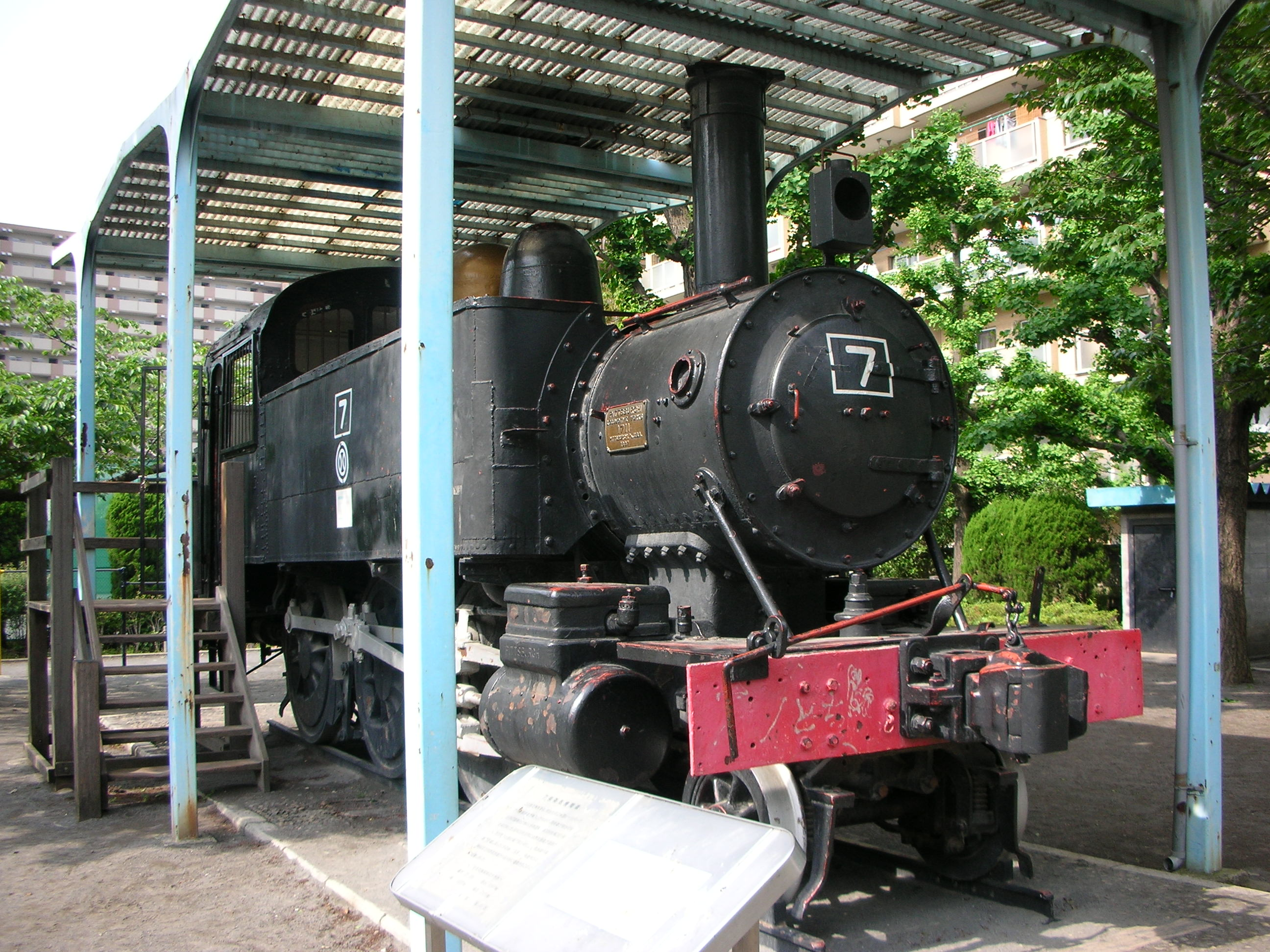
7号蒸気機関車（東品川公園）

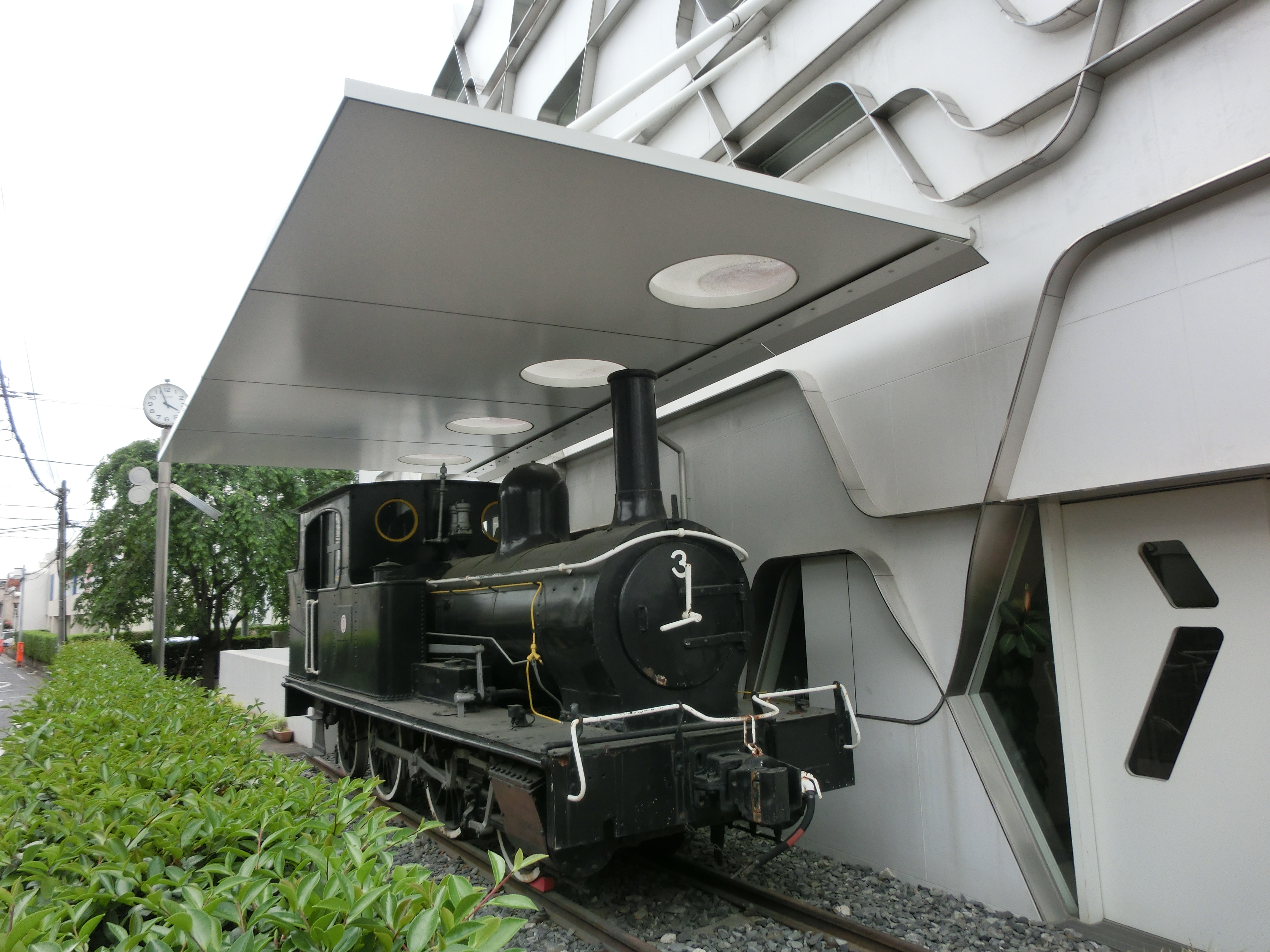
西武鉄道3号蒸気機関車（昭和鉄道高等学校）

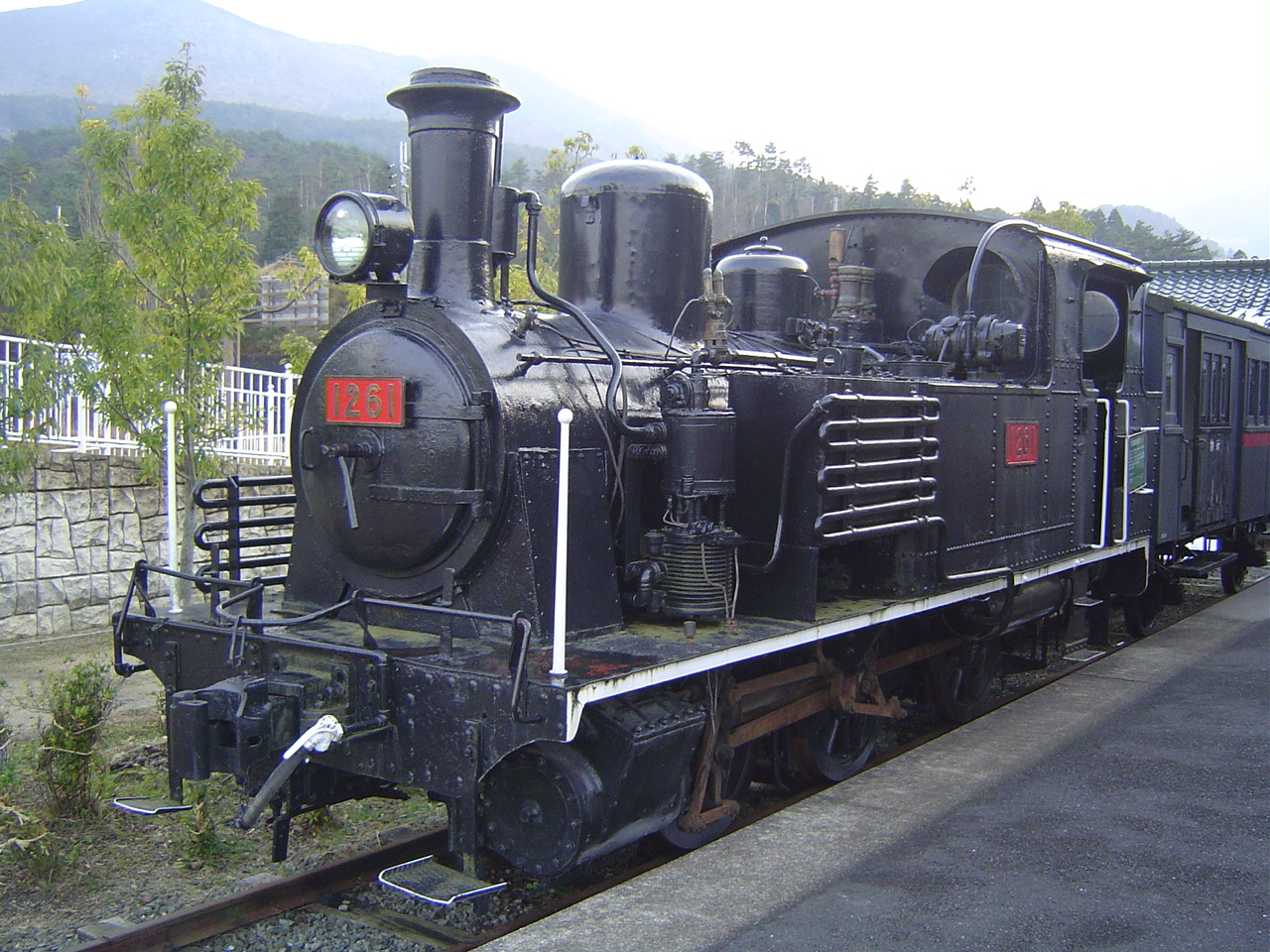
1261号蒸気機関車（加悦SL広場）

上武鉄道に在籍した蒸気機関車は、専用鉄道としての開業時に飯山鉄道から譲り受けた1両 (3) のみというのが通説であったが、3両とする説もある（3以外はA1と8）。いずれにしても3以外は、国鉄または西武鉄道からの借入れ車で占められていた。この他、1942年に国鉄から1165（1150形）または1070（1070形）のいずれかを短期間借入れた記録がある。
2, 3（形式1）
日本ニッケル専用鉄道としての開業用に、飯山鉄道から譲り受けたもの（鉄道省1225形と同形）で、1921年日本車輌製造製（製造番号50）で、同形機3両のうちの1両である。運転整備重量27t、車軸配置0-6-0 (C) 形のタンク機関車で、1941年8月に入線し、建設工事にも使用された。後述の1261やB2015が借入れられるまでは、唯一の機関車で、検査の際には国鉄から借入が行われた。1962年まで使用された後、1965年2月5日付けで廃車となっている。
1954年9月に、同形の2（1920年日本車輌製造製、製番18）が西武鉄道から借入れられている。1956年4月に別府鉄道へ譲渡され、同社の6として1967年の無煙化まで使用された。
A1
1948年10月に西武鉄道から借入れられた、車軸配置0-4-0 (B) 形のタンク機関車で、戦時設計の統制会規格乙B25形である。1945年9月立山重工業製（製造番号253）で、後に西武上水線となった日立航空機の専用線として開業した日興工業で使用されていたものである。1955年12月に西武鉄道に返却され、1957年に西武所沢車両工場でディーゼル機関車1（後にD22に改番）に改造され、1983年まで使用された。
4, 5, 6
西武鉄道から借入れられた、国鉄A8系の2-4-2 (1B1) 形タンク機関車で、4は1886年イギリスのナスミス・ウィルソン社製の鉄道院400形 (403) で廃車後に西武鉄道の前身の一つである川越鉄道に払下げられたもの、5は同年同社製（製造番号493）6は1902年製（製造番号639）の同形機であるが、こちらは川越鉄道が自社発注したものである。最初に入線したのは5で、1959年7月から1961年12月まで使用され、4が入線すると同時に休車となった。4は1963年7月まで使用され、1962年5月に入線した6と交代したが、6の使用期間も1年余りと短く、3両とも1965年7月1日付けで廃車となった。3両とも西武鉄道に返却されたが、そのうちの4、5が西武鉄道の横瀬車両基地と保谷教習所にそれぞれ保存されている。
7
西武鉄道から借入れられた車軸配置2-6-0 (1C) 形のタンク機関車で、1897年アメリカのピッツバーグ社製（製造番号1711）である。もとは未開業に終わった伊賀鉄道が発注した3両のうちの1両で、阪鶴鉄道A5形 (13) となった後、阪鶴鉄道の国有化により2850形 (2851) となっていたもので、1923年に播州鉄道（後の播丹鉄道）に払下げられて同社の8となり、1943年6月に再国有化されたが、1945年に西武鉄道に譲渡されてしばらく8のままで使用された後、7に改番されたものである。上武鉄道への入線は1962年3月で、6月から使用が開始された。1964年にD101が入線するまで使用され、1965年11月1日付けで廃車となった。西武鉄道に返却され、保管の後、東京都品川区の東品川公園で保存されている。
8
西武鉄道から譲渡された、A8形を寸詰まりにしたような車軸配置2-4-2 (1B1) 形のタンク機関車で、1891年イギリスのダブス社製（製造番号2765）である。関西本線の前身の一つである大阪鉄道が輸入した2両のうちの1両 (6) で、1900年の関西鉄道への合併にともなって駒月形 (57) となり、1907年の国有化によって220形 (220) となっていたものである。1917年6月に西武多摩川線の前身である多摩鉄道に譲渡されA1となり、西武鉄道への合併後の1944年に3に改番、1956年に貸渡しの後、1958年10月に譲渡された。8への改番はこの時に行われたものと推定され、先に存在した3への敬意を払ったものである。1965年に廃車された後は西武鉄道に返還され、これも豊島区の昭和鉄道高等学校に保存されている。
1261（形式1260）
1947年4月に、日本冶金大江山専用線（加悦鉄道が運行管理）から借入れられた車軸配置0-6-0 (C) 形のタンク機関車で、1923年日本車両製。3の同系機である。もとは簸上鉄道の6で、国有化により1260形 (1261) となり、1943年に払下げられていたものである。1949年3月に返還され、現在は加悦SL広場に保存されている。
B2015（形式B20）
1947年から約1年間、国鉄高崎機関区から借入れたもので、1947年3月に立山重工業で新製されたわずか1ヶ月後に入線しており、当時の車両事情の逼迫具合が窺われる。1948年10月にA1が入線すると同時に返還された。

### ディーゼル機関車
上武鉄道のディーゼル機関車はDB102を除いて全て他社からの譲渡車であり、中にはディーゼル機関車草創期の車両もあるなど、きわめて多彩なものであった。最初に入線したD1001と借り入れ車のD21以外、全ての車両が1986年の路線廃止まで在籍した。
D1001
1953年に鹿島参宮鉄道より譲受した機械式L形機関車。上武鉄道に入線してから運転室より後ろが警戒塗装となった。1934年日本車両製で、ディーゼル機関車が本格的な実用化に向けて試行錯誤を繰り返していた時期の貴重な車両である。日本車両としては初めての民鉄向けディーゼル機関車であったが、鹿島参宮鉄道ではほとんど使用されないままで、実質ここが最初の仕事場となった。機関は当初池貝鉄工HSD12であったが、1961年に国鉄でも採用実績のあるDA55に換装されている。馬力が85ps×1（換装後）で極めて非力であったこと、かなり遅くまで蒸気機関車が走っていたことから、同形式は脇役的存在であった。1964年にDD104が入線して本格的な無煙化が始まると予備車にされてしまい、長い留置の後1969年に廃車された。
D21
1964年に西武鉄道より借り入れた液体式凸形機関車。1931年日立製作所製、元は成田鉄道のD1001で、日本の地方鉄道向けディーゼル機関車第1号として知られている。西武に譲渡されてから機関をDMH13に換装されてD21となっていた。無煙化のため中継ぎで一時的に借り入れたもので、翌年には西武に返還された。その後西武で1969年除籍の後工務部で工事用機関車となり、1977年まで使用された。
DD104
1964年に大井川鉄道より譲受した液体式凸形機関車。1954年日立製作所製で、元は井川ダム建設用に井川線に投入された機関車であった。井川線は建築限界が極めて小さく抑えられていたため、車体断面が通常の鉄道車両より小さく、なかんずく運転室の高さは1695mmとかなり低く、身をかがめるようにしないと運転出来なかった。しかし機関は三菱DE2×2台、馬力は225ps×2＝450psと上武鉄道最大の出力を持っていた。この車両とDC101の入線により蒸気機関車は軒並み淘汰されるに到り、無煙化が達成されることになった。DC101入線後は馬力の強さから主に重量貨物を受け持った。
DC101
1966年に建設省より譲受した液体式L形機関車。書類上は1966年西武所沢工場で新製となっているが、実際には1954年三菱重工業製で、旧番号は建設省28-403であった。機関は三菱DE形、馬力は190psとDD104ほどの力はなかったが、通常の車両定規で造られていたため運転室の居住性は高かった。使い勝手もよく、本線での運用に重宝された。
DB102
1970年に投入された新造車。上武鉄道では2両しかない新造車の1両である。液体式L形機関車で、新潟鉄工製。機関はDMH17C、馬力は180ps。1972年の旅客営業廃止時、大トリとして最終列車の牽引機を務めた。
DD351
1979年、旅客営業廃止後に八幡製鉄より譲受した液体式凸形機関車。旧車号はD307。上武鉄道最後の増備車であった。

### 客車
上武鉄道の旅客列車は混合列車であったため、その輸送は全て客車に委ねられていた。しかし当初より旅客人員が少なく、空気を運ぶ状態も多発したため、車両は全て小さな二軸客車のまま終始した。主要な車両は西武鉄道からの借り入れもしくは譲受車両であった。なお、旅客営業開始時に客車調達が遅れたため、鉄道省よりナハフ14151を一時的に借り入れていたことがある。
ハフ2
1947年、旅客営業開始時に西武鉄道から借り入れた車両。1894年平岡製作所製、西武鉄道の前々身である川越鉄道の上・中等合造客車「よ2」で、元々はいわゆる「マッチ箱客車」の車体を載せていた。後に「ロ2」と改番し、多摩川線で使用されていた際に半鋼製の車体に載せ替えられ、上武入りした。当初は単色であったが、後にツートンカラーに変更、さらに車体に尼崎肥料の広告板をぶら下げるようになり、当時としては珍しい広告車両となっていた。1963年にハフ3（2代）が入線すると予備車になり、1967年に廃車。数ヶ月放置されてぼろぼろの状態で西武鉄道に返却され、台車が保存されていたが現存しない。
ハフ3（初代）
1947年、旅客営業開始時にハフ2とともに西武鉄道から借り入れた車両。1894年三田製作所製、川越鉄道の下等客車「た1」であった。後に「ハ1」と改番し、多摩川線で使用された。ハフ2と同じように車体色をツートンカラーに変更、さらに車体に尼崎肥料の広告板をぶら下げたり、車体一杯に朝日化学の広告を書かれたりと広告車両化していた。1963年にハフ3（2代）が入線すると廃車され、車体が丹荘駅構内で保線小屋に転用されていたが、すぐに使用されなくなり撤去された。
ハフ3（2代）
1963年に西武鉄道から譲受した車両。書類上は1963年西武所沢工場製の新造車であるが、実は1934年日本車輌製の篠山鉄道のレカ1というガソリンカーであった。これが西武鉄道で所沢工場内の入れ換え機関車代用として使用されていたのを、動力を解除して客車化したものである。初代のハフ3と異なり片側の妻面はカーブを描いており、鋭角的なイメージの初代やハフ2よりも近代的な姿であった。ハフ2廃車後は唯一の客車として在籍し、旅客営業廃止と運命をともにした。
コハ2360・コハ2361
1947年以降、鉄道省から譲受した車両。元は中国鉄道のキハニ100・キハニ110というガソリンカーであったが、客車化されてホハ7・ホハ8となり、さらに国有化によってコハ2360・コハ2361となったものである。しかし譲受したものの、若泉（西武化学前）に放置されたままでいるうちに、窓や扉は全てなし、雨樋は外れ屋根は破れという廃車体同然の状態で再起のしようもなくなり、そのまま使用されることなく解体された。

### 気動車
上武鉄道は上述の通り客車によって旅客営業をしていたが、ゆくゆくは気動車化する構想があったようで、1946年に旅客営業を始める際、飯山鉄道とキハ51の譲受を交渉している。これは実現しなかったが、後年無煙化に際してキハ2400を譲受するに到った。しかし結局、旅客営業廃止まで気動車列車が走ることはなかった。
キハ2400
1967年、津軽鉄道より譲受した機械式気動車。書類上は当初「コハ10」という客車扱いで、ほどなく西武所沢工場で気動車化されたことになっているが、実際には1931年日本車両製である。三岐鉄道キハ3→津軽鉄道キハ2404と渡り歩いたのち、上武鉄道にたどり着いた。前面三窓、両端に荷台つきの車両であった。しかし旅客営業が客車1両でこと足りていた同鉄道には宝の持ち腐れ状態で、西武化学前駅構内に留置されたままほとんど使用されることなく、廃止の翌年1973年にひっそりと廃車になった。

### 貨車
元々専用線である上武鉄道で一番多かったのがやはり貨車であった。1両を除きすべて他会社からの譲受車両である。国鉄との乗り入れ条件として提示された軸受けの二段リンク改造を受けられずに廃車になった車両が多い。
ト1形 （ト1-ト2）
1948年（昭和23年）、鉄道省から払い下げられた10t積二軸無蓋車。1942年（昭和17年）木南車両製で、旧番号ト30000形、ト30005・ト30045。それぞれ豊川鉄道、宮城電気鉄道の車両であった。かなり遅くまで生き残ったが、軸受けがシュー式であったことが災いして国鉄との乗り入れ条件を満たせなくなり廃車となった。
ト10形 （ト10）
1948年（昭和23年）、鉄道省から払い下げられた12t積二軸無蓋車。1941年（昭和16年）木南車両製で、旧番号ト1形、ト1470。小倉鉄道の車両であった。かなり早くに使用されなくなり、1968年（昭和43年）には既に休車となっていた。
ト11形 （ト11）
1943年（昭和18年）、岩鼻軽便鉄道から譲受した10t積二軸無蓋車。元鉄道省から払い下げられた旧番号ト1形、ト8993。使用期間は短く、翌年1944年（昭和19年）には廃車となった。
ト20形 （ト20-ト21）
1948年（昭和23年）、鉄道省から払い下げられた10t積二軸無蓋車。旧番号ト1形、ト15532・ト16995。あまり使用されることなく1962年（昭和37年）頃廃車。
ト31形 （ト31-ト33）1948年（昭和23年）、鉄道省から払い下げられた10t積二軸無蓋車。旧番号ト1形、ト16686・ト1844・ト1703。二段リンク改造対象外となり廃車。
ト38形 （ト38-ト40）1949年（昭和24年）、鉄道省から払い下げられた10t積無蓋車。旧番号ト1形、ト15491・ト2458・ト401。二段リンク改造対象外となり廃車。
ト101形 （ト101）
1948年（昭和23年）、鉄道省から払い下げられた10t積二軸無蓋車。旧番号ト1形、ト4185。
トム51形 （トム51-トム60）
1947年（昭和22年）、加悦鉄道から借り受けた車両で、国鉄トム50000形の同形車。1942年（昭和17年）若松車両製、旧番号同じ。のちにトム56-トム60が正式に譲受された。トム58-トム60が国鉄乗り入れ条件の二段リンク改造を受け、1972年（昭和47年）まで在籍した。
トム501形 （トム506-トム510）
1959年（昭和34年）、西武鉄道より譲受された15t積二軸無蓋車。中央に観音開きの扉を持つ独特のスタイルの車両であった。
トム1001形（トム1003・トム1008・トム1016・トム1021・トム1025）
1959年（昭和34年）、西武鉄道より譲受された15t積二軸無蓋車。1919年（大正8年）日本車輛製造製。トム501と同じく中央に観音開きの扉を持つ独特のスタイルの車両であった。二段リンク改造対象外となり廃車。
ワ1形 （ワ1-ワ5）
1959年（昭和34年）、西武鉄道より譲受された10t積二軸有蓋車。1894年（明治27年）東京三田製作所製で、元は川越鉄道の車両であった。旧番号同じ。二段リンク改造対象外となり1969年（昭和44年）に廃車。
ワム200形 （ワム201-ワム202）
1969年（昭和44年）、西武鉄道より譲受された15t積二軸有蓋車。1956年（昭和31年）西武所沢工場製。
ワム8000形 （パワム8000）
1968年（昭和43年）に投入された新造車。上武鉄道では2両しかない新造車の1両である。日本車輛製造製で国鉄の「ワムパチ」ことワム80000形と全くの同設計車であったが、末期には使用されなくなり荒廃したまま放置されていた。用途廃止後は他の国鉄80000形貨車と同様、民間に払い下げられ倉庫として使われている。